# Sääksjärvi (sjö i Södra Savolax, lat 62,07, long 27,93)
Sääksjärvi är en sjö i Finland. Den ligger i kommunen Jorois i landskapet Södra Savolax, i den södra delen av landet, 260 km nordost om huvudstaden Helsingfors. Sääksjärvi ligger 93 meter över havet. Arean är 2,73 kvadratkilometer och strandlinjen är 11,75 kilometer lång. Sjön  ingår i Vuoksens huvudavrinningsområde.   I omgivningarna runt Sääksjärvi växer i huvudsak blandskog.